# 입술은 안돼요
《입술은 안돼요》(Pas Sur La Bouche, Not On The Lips)는 프랑스에서 제작된 알랭 레네 감독의 2003년 멜로/로맨스, 코미디 영화이다. 오드리 토투 등이 주연으로 출연하였고 브루노 페서리 등이 제작에 참여하였다. 1925년 파리에서 처음 제작된 오페레타 Pas sur la bouche를 각색한 작품이다.

## 출연

### 주연
- 오드리 토투
- 이사벨 낭티
- 사빈느 아젬마

### 조연
- 삐에르 아르디티
- 램버트 윌슨
- 자릴 라스페르

## 기타
- 원작자: 앙드레 바르드
- 미술: 자크 솔니에
- 의상: 재키 뷔뎅